# Олех Холтвянски
Олех Миколайович Холтвянски (на украински: Олег Миколайович Голтвянський; роден на 8 септември 1980, Харков, Украйна) е украински крайно десен политик, националист, политолог, социолог и публицист. Ползва псевдонимите Кесар Люботински. Основател и бивш лидер на националистическата организация Украински национален съюз. Ръководител е на „Център за изследвания геополитическа и модерна конфликтология“.

## Биография
Олех Холтвянски е роден на 8 септември 1980 година в град Харков.

### Обществено-политическа дейност
През 2009 година става един от основателите на Украински национален съюз, и през следващите години е сред нейните водачи.
2013 – 2014 участва в Евромайдан. На 1 февруари 2014 г., заедно с ръководител на дяснорадикалната украинска националистическа организация Народен фронт на Полтавска област Пеев Станислав Тодоров, той е задържан от полицията в Полтава. Пеев е освободен същия ден, а Голтвянски няколко дни по-късно.
През 2014 г. се включва във войната в Донбас.
На местните избори през 2015 г. участва от партийната листа на партия „УКРОП“. Избран е за член на градския съвет на гр. Люботин, с 5,88 % от гласовете..